# Tacátzcuaro
Tacátzcuaro es una localidad del estado mexicano de Michoacán. Es parte del municipio de Tingüindín.

## Toponimia
El nombre «Tacátzcuaro» proviene del purépecha, su significado es «Lugar de lagunas».

## Demografía
| Gráfica de evolución demográfica |
|                                  |

| Censo | Población |
| ----- | --------- |
| 1900  | 1222      |
| 1910  | 1181      |
| 1921  | 1299      |
| 1930  | 1134      |
| 1940  | 1495      |
| 1950  | 1720      |
| 1960  | 2283      |
| 1970  | 2272      |
| 1980  | 2173      |
| 1990  | 2432      |
| 2000  | 2370      |
| 2010  | 2382      |
| 2020  | 2388      |